# Besteiros (Tondela)
Besteiros é um antigo município português, extinto pelas reformas de Passos Manuel em 1836. O seu território acha-se repartido actualmente pelas freguesias de Barreiro de Besteiros, Besteiros (Santa Eulália), Besteiros (Santiago), Caparrosa, Castelões, Dardavaz, Lobão, Molelos, Nandufe e Vilar de Besteiros, no Município de Tondela. 
O nome do antigo município reflecte-se ainda hoje nas armas de Tondela, onde figuram duas bestas. Tinha, em 1801, 9 565 habitantes.